# دست‌نشاندگی

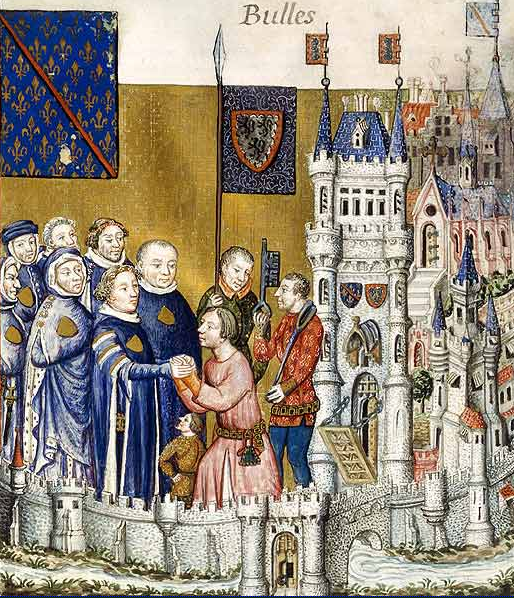
اوماژ کلرمون فرانسه

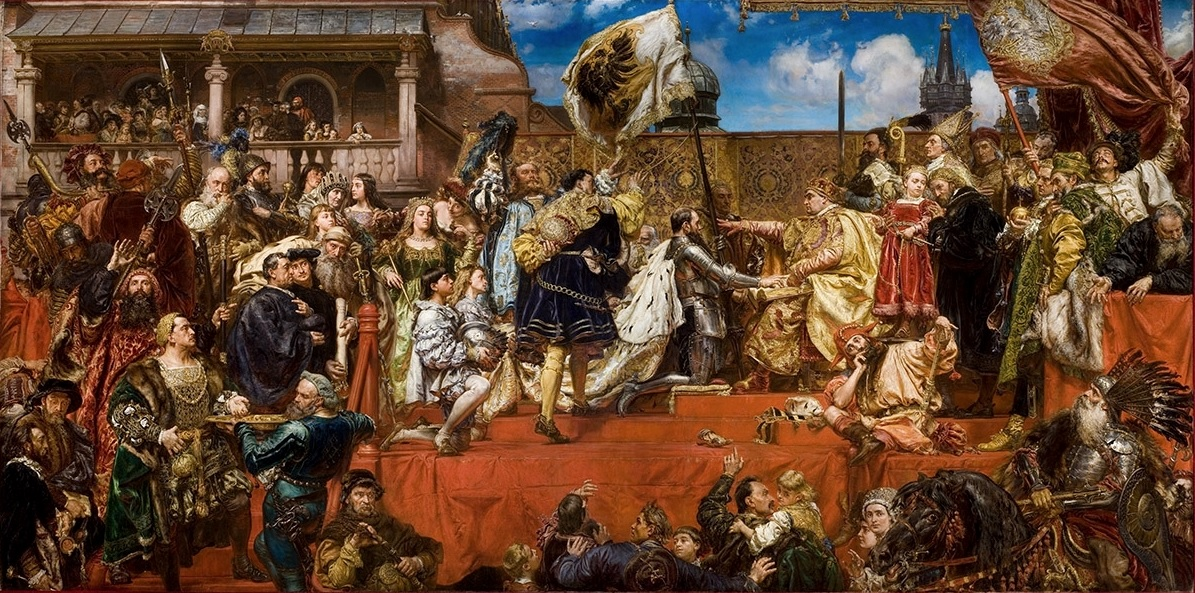
اوماژ پروسی اثر یان ماتیکو. آلبرت و برادرانش دوک‌نشین پروس را به عنوان فیف از شاه لهستان دریافت می‌کنند.

دست‌نشاندگی (انگلیسی: Vassal) یا دست‌نشانده، عنوان رعیت یا رعیت‌نشین در سلسله مراتب جامعهٔ نظام فئودالیسم بود که بر پایه وفاداری و خدمت نظامی استوار بود. در واقع وجه تسمیه فئودالیسم قول وفاداری میان نجیب‌زادگان در عهد باستان موسوم به سوگند فئودالی است. از دیر باز وقتی دو نجیب‌زاده چنین سوگندی یاد می‌کردند، آن که برتر یا قدرتمندتر بود، به عنوان لرد یا ارباب دیگری و طرف دوم نیز خادم یا واسال لرد شناخته می‌شد. واسال عهد می‌کرد که به لرد خود وفادار باشد، هرگاه که به دربار او فراخوانده می‌شود اطاعت کند و هر سال چند روز مشخص را، که معمولاً چهل روز بود، به خدمت سپاه او درآید.
لرد نیز در ازای این وعده، تیول یا بخشی از املاک موروثی خود را در اختیار واسال قرار می‌داد. تیول قطعه زمینی بود که واسال نیز به نوبه خود بر آن حاکم می‌شد. از دیرباز شأن و قدرت هر نجیب‌زاده بر حسب وسعت و اهمیت تیولش تعیین می‌شد. شهزادگان، کنتها، دوکها و دیگر لردهای بزرگ و واسال‌های پادشاه بودند و تیول آن‌ها سلطان‌نشین‌ها، کنت‌نشین‌ها یا دوک‌نشین‌ها بود. این اعضای طبقه نجبای بلندپایه نیز با بستن عهد و پیمان‌های فئودالی و تقسیم تیولشان به تیول‌های کوچکتر، از وفاداری و خدمت نظامی لردهای کم‌اهمیت‌تر برخوردار می‌شدند. لردهای کم‌اهمیت‌تر نیز به نوبهٔ خود با تقسیم املاک دریافتی به تیول‌های کوچکتر، سپاهیانی کوچک، متشکل از شوالیه‌هایی وفادار تشکیل می‌دادند.
در لغت، رعیت اسم مصدر است از رعی و رعایة، به معنی چریدن و چرانیدن. رعیت به عامه مردم زیردست و فرمانبردار و تابع گویند.